# جاك هايدن
جاك هايدن هو سياسي كندي، ولد في 1950. حزبياً، نشط في الرابطة التقدمية المحافظة في ألبرتا ‏. وقد انتخب عضو الجمعية التشريعية ألبرتا.